# Machine d'extraction

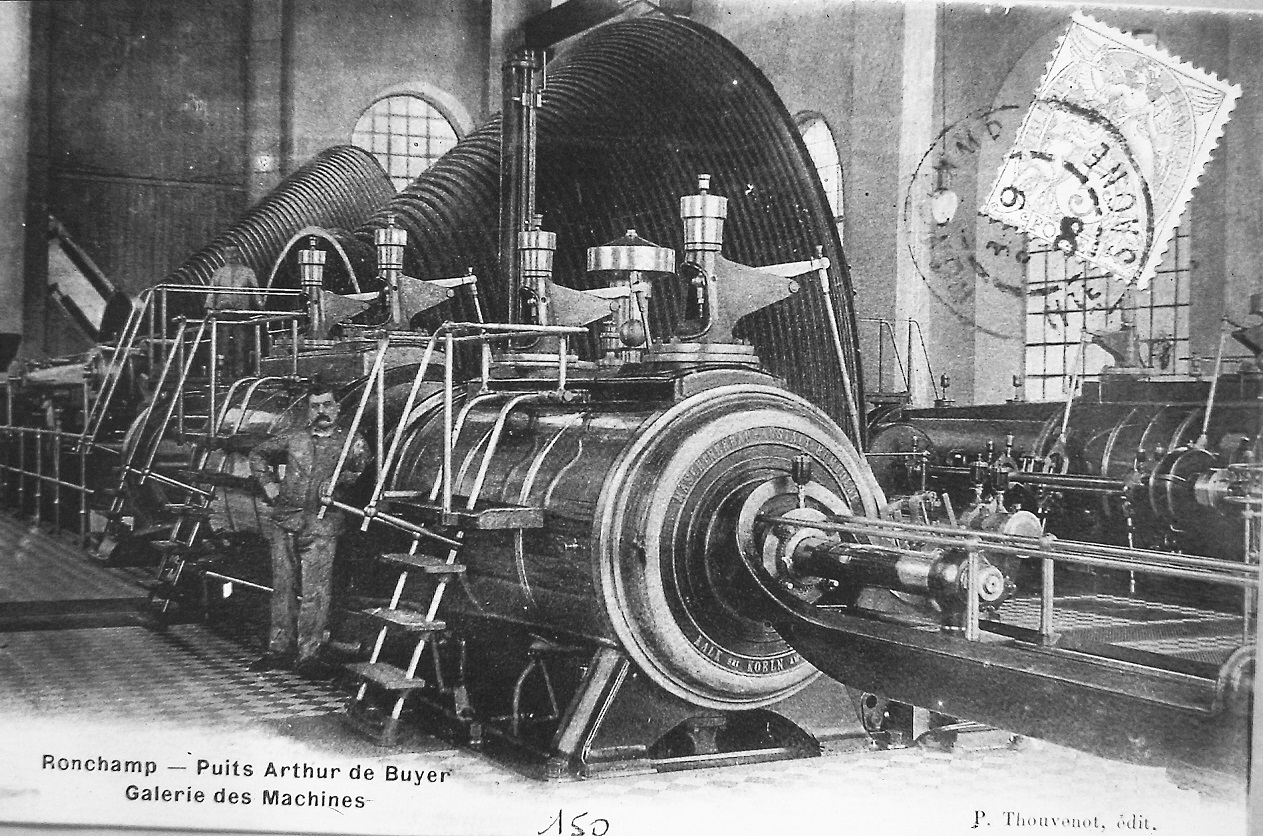
Un machiniste et son outil de travail, une machine à vapeur d'extraction de 1200 chevaux au puits Arthur-de-Buyer.

Une machine d'extraction est une machine qui, dans le domaine minier, actionne les ascenseurs ou bennes (ou « skips ») servant au transport de tout ce qui est nécessaire à l'exploitation d'une mine et à amener en surface les produits de cette exploitation.

## Histoire

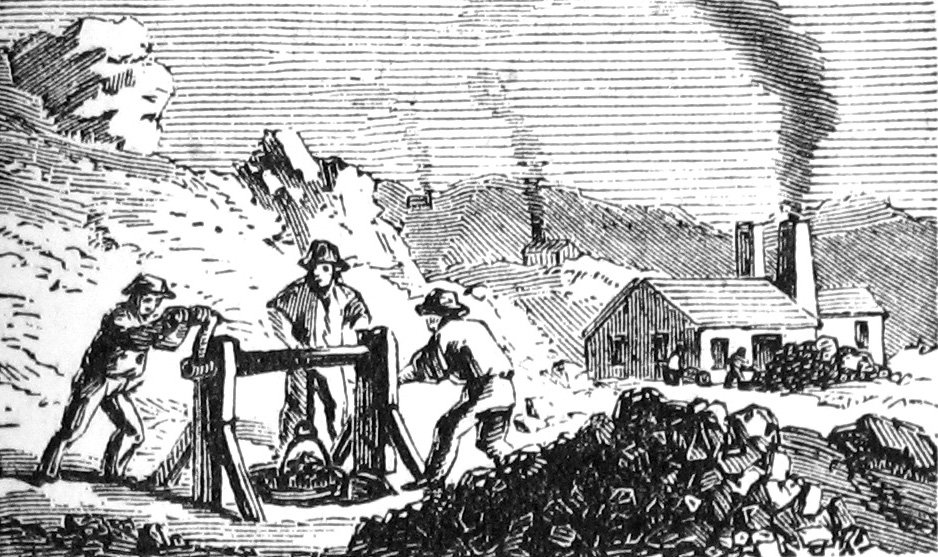
Treuil à bras dans le Mississippi.

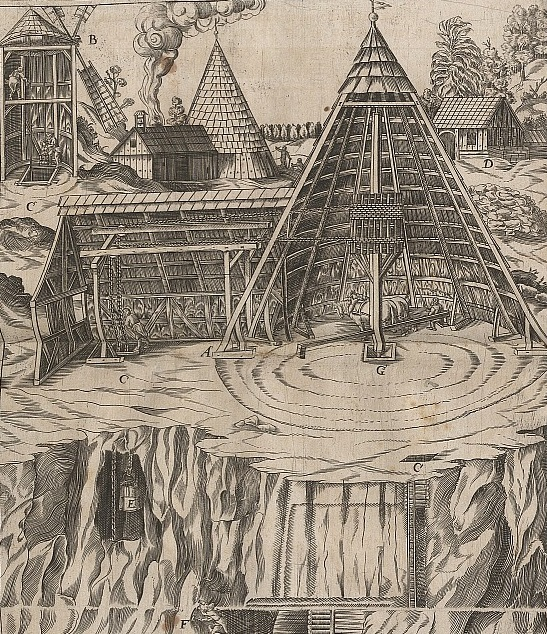
Un baritel.

Les premiers engins servant à l’extraction des produits d’une mine étaient de simples tambours sur lesquels venaient s’enrouler une corde. Manœuvrés à la main, le sens giratoire déterminait la montée ou descente du récipient attaché au bout de la corde.
Avec la nécessité de descendre plus profondément, est venue aussi la nécessite d’appareils plus robustes et puissants. C’est ainsi que sont apparus les manèges (ou baritel). Ces appareils actionnés par des chevaux, étaient situés à une certaine distance de la bouche du puits. Cette disposition entrainait l’obligation d’y adjoindre des poulies de renvoi à la verticale de la bouche du puits, et d'un support pour ces poulies, le chevalement.
Avec l’invention de la machine à vapeur sont arrivées les machines d’extraction au sens où nous l’entendons aujourd’hui. Notons toutefois que les premières applications de la machine à vapeur, machine de Watt et de Thomas Newcomen, servaient surtout à extraire de l’eau du fond des puits, exhaure. Ce n’est qu'après 1800 que les machines d’extraction actionnées par la vapeur sont entrées massivement en fonction.
Au vingtième siècle ce sera l'électricité qui fournira la force motrice à ces machines.

## Types
Les machines d'extraction peuvent être classées en fonction des éléments qui les composent.
De manière succincte : 
- En fonction du moteur.
  - Vapeur.
  - Électricité.

- En fonction des câbles.
  - Ronds ou plats.
  - Textiles ou métalliques.

- En Fonction de l'enroulement.
  - En bobines.
  - Sur  tambours (cylindriques, coniques, mixtes).
  - Poulie Koepe.

## Exemples

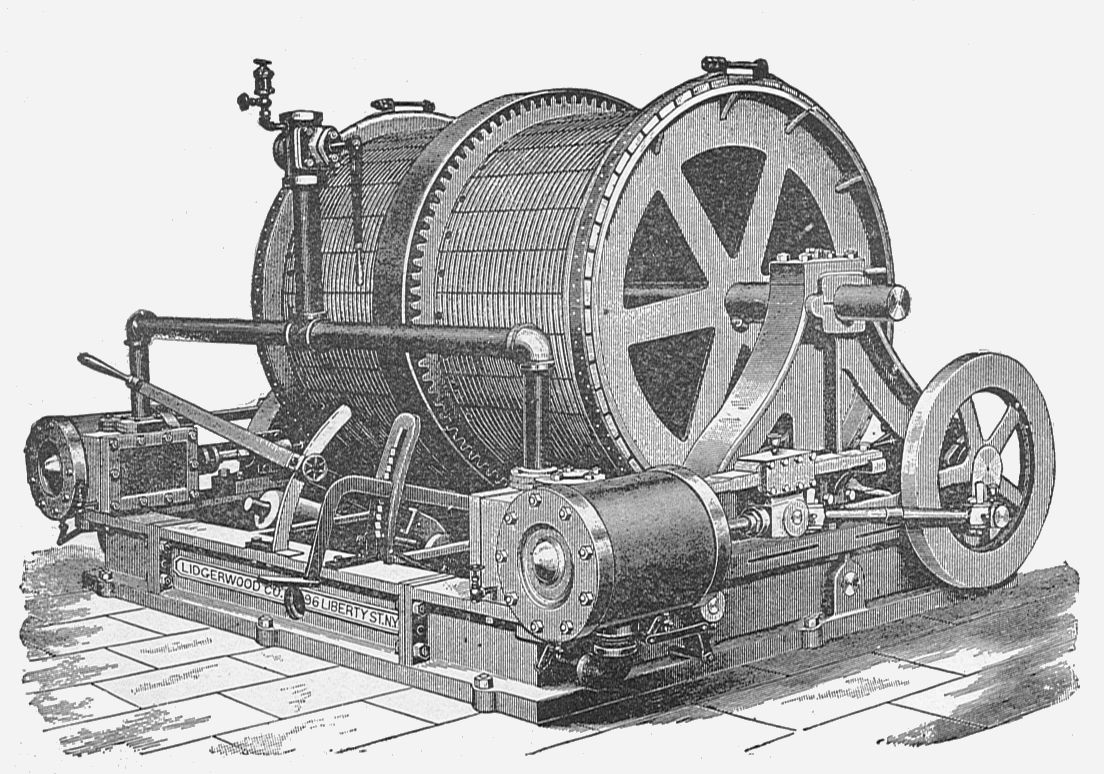
Machine à vapeur.
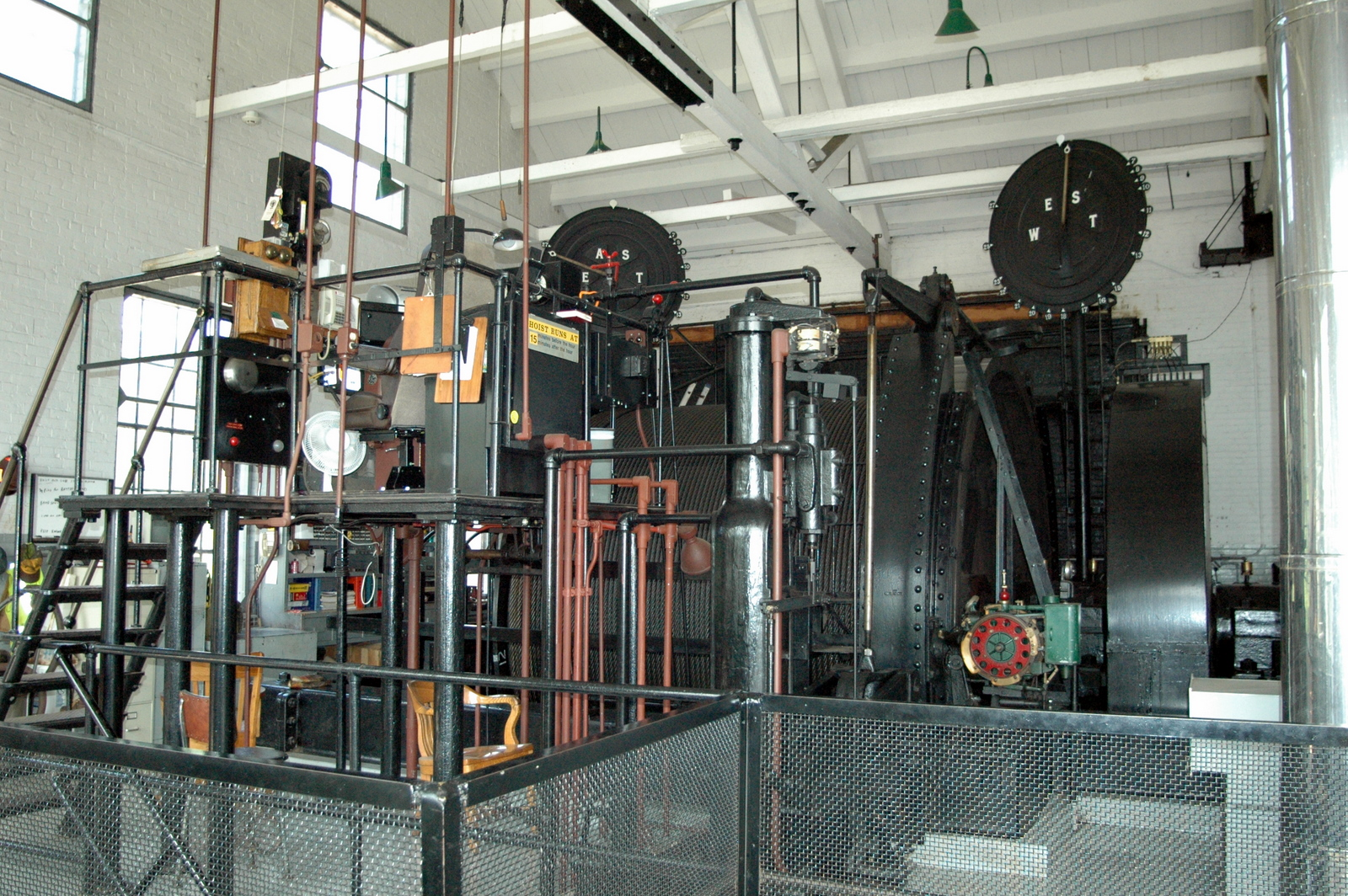
Mine de fer de Soudan.
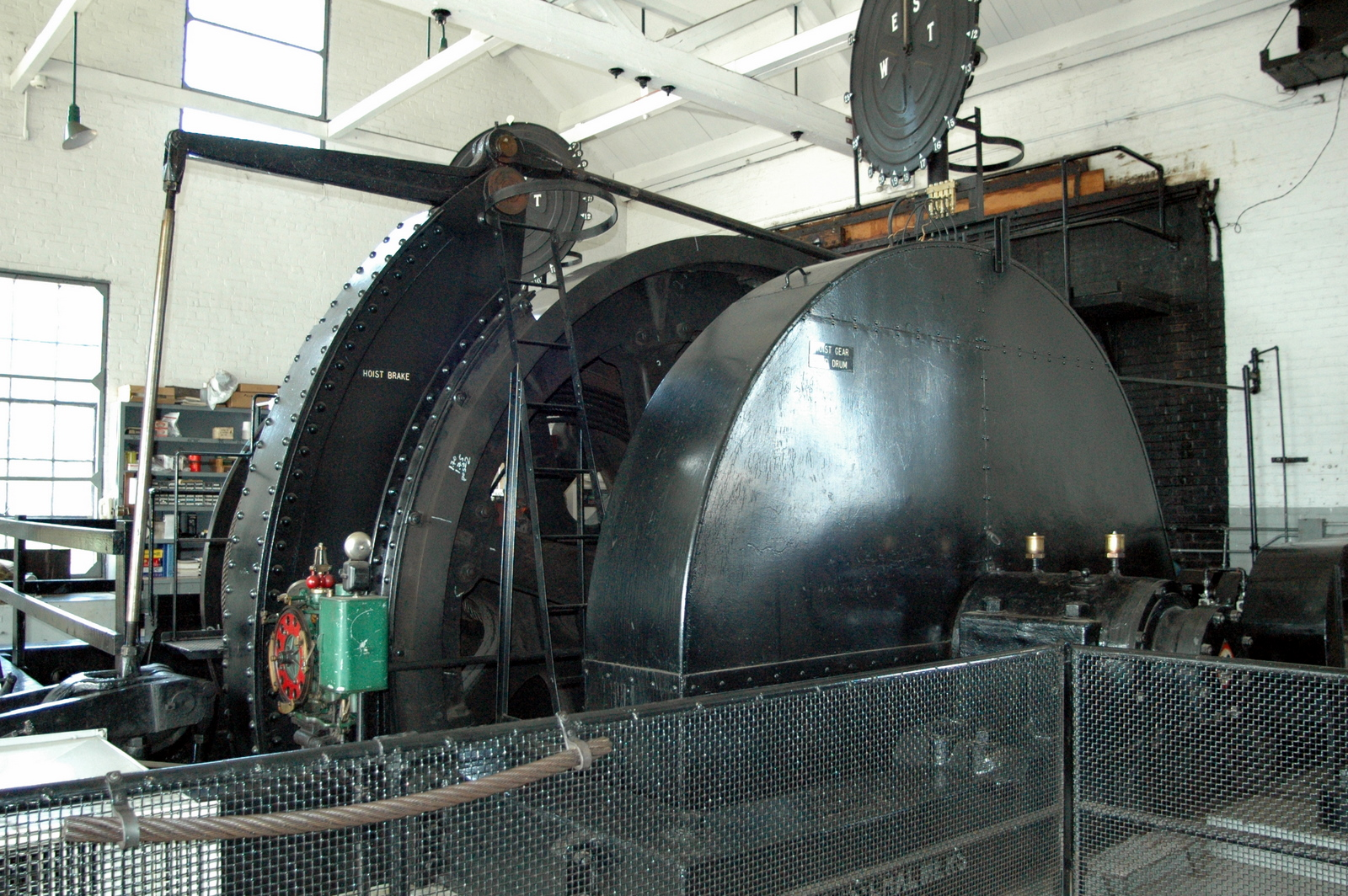
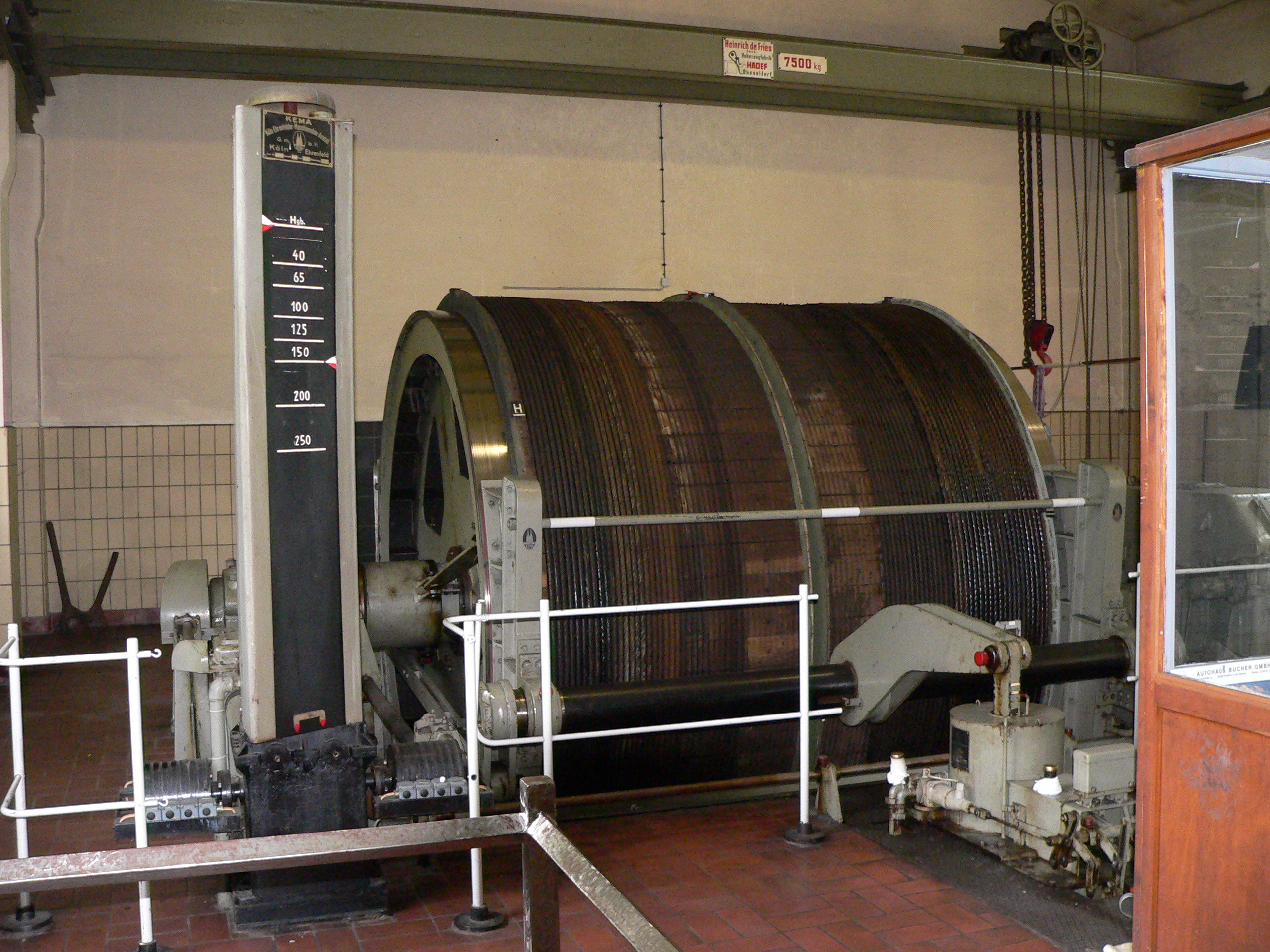
de g à d: colonne des profondeurs et tambour d'enroulement.
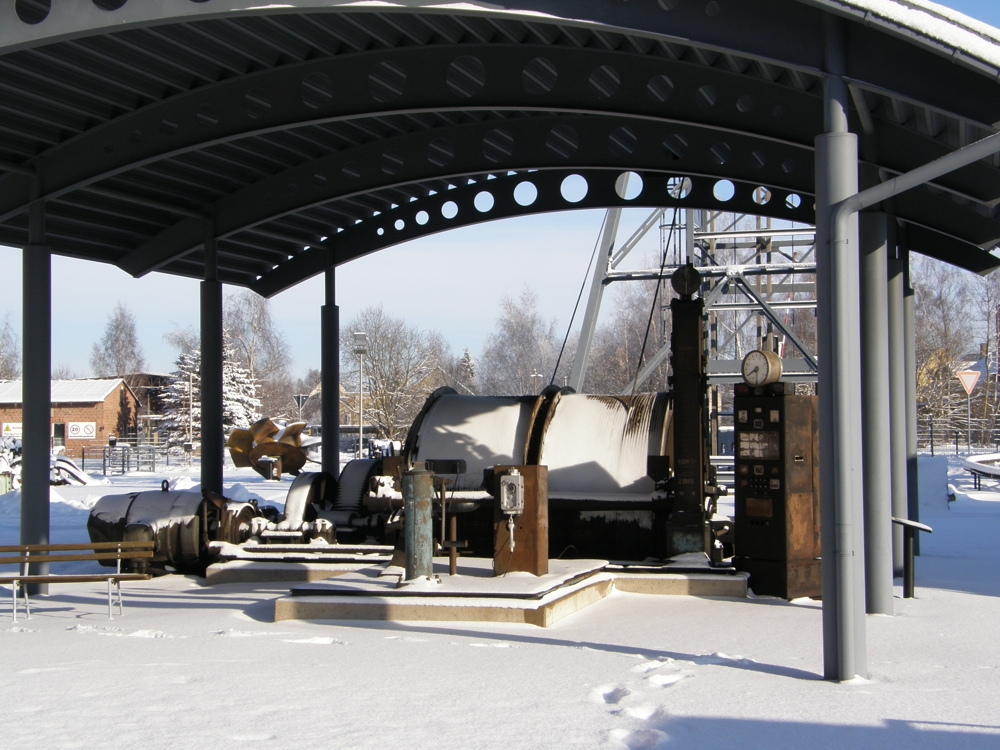
Machine en extérieur.

### Vapeur
Les machines à vapeur convertissent la chaleur en énergie mécanique. Les machines d'extraction actionnées par la vapeur nécessitent une unité de production de vapeur, la chaufferie. Historiquement c'est l'Angleterre qui fut le berceau de la machine à vapeur. Les applications de cette force motrice furent nombreuses (usines, bateaux, locomotives, centrales électriques) et se répandirent rapidement dans toute l'Europe d'abord et le reste du monde ensuite. La machine à vapeur fera augmenter massivement aussi bien la production que la consommation de charbon et minerais divers.

### Électricité
Les moteurs électriques entraînant une machine d'extraction sont de deux types :
- À courant continu (CC).
- À courant alternatif (CA).

Les moteurs à courant continu ont un fort couple (c'est-à-dire la capacité d’entraîner de fortes charges) peu dépendant de la vitesse, c'est leur principal avantage. Cette caractéristique permet la construction de machines puissantes à attaque directe, c'est-à-dire sans réducteur. L'arbre du moteur et l'arbre du treuil sont couplés dans le même alignement et tournent strictement à la même vitesse. Cette vitesse est de l'ordre de  60 tours par minute.
Ces moteurs nécessitent par contre la conversion du courant alternatif fourni par le réseau en courant continu. Ils nécessitent aussi plus d'entretien vu la présence d'un collecteur tournant. Jusque 1980, le système de conversion CA/CC le plus courant était le groupe Ward Leonard. Ce système permettait de plus de contrôler la vitesse du moteur d'extraction.
Les moteurs à courant alternatif  pour machines d'extraction sont du type asynchrone triphasé. Le moteur asynchrone a un faible couple à faible vitesse et le contrôle de cette vitesse est délicat. On y remédie partiellement en construisant ces moteurs avec un rotor bobiné. Mais dans ce cas il faut y adjoindre des résistances rotoriques qui améliorent le couple à faible vitesse et permettent un certain contrôle de leur vitesse. Avec l'avènement du thyristor vers 1980 et de l'électronique de puissance, les moteurs asynchrones à cage sont devenus intéressant (prix, entretien nul).
Ces moteurs tournent à des vitesses de l'ordre 400 tours par minute, et nécessitent un réducteur à engrenages (généralement à chevrons). Ces moteurs sont robustes et emploient le courant du réseau, éventuellement après adaptation de la tension.

## Les câbles
Historiquement les premiers câbles d'extraction étaient en fibres végétales (chanvre ou aloès). Ronds ou plats, ils étaient goudronnés pour résister à l'humidité. Leur principale qualité étant leur souplesse. Leurs principaux défauts étant leur faible charge utile par rapport à leur poids et leur faible durée de vie.
Ils seront peu à peu remplacés par des câbles en acier. Dans tous les cas ils sont soumis à des normes d'utilisation et de contrôle strictes. Étant soumis à des chocs lors de la prise en charge et vu le danger en cas de rupture, leur coefficient de sécurité est élevé (de 6 à 10). 

### Câbles plats en acier
Les câbles plats employés pour les machines d'extractions sont soit assemblés en aussière, soit tressés. Ils sont goudronnés et graissés. Ils sont peu efficients, car leur poids au mètre courant est grand par rapport à la section utile. Ils ont l'avantage de pouvoir être fabriqués à section décroissante (par tronçons). Ils ne sont plus gère employés.

### Câbles ronds en acier
Les câbles ronds sont les plus employés de nos jours. Les modes de fabrications sont variés pour répondre à des contraintes diverses. Ils sont généralement construits en couches superposées et le sens de ces couches est inversé pour que les efforts giratoires se neutralisent. Ils sont les seuls à convenir dans le cas de la poulie Koepe, mais dans ce cas ils ne peuvent être graissés, vu que l'entrainement se fait par adhérence. 

### Particularités
1. Les câbles plats tressés en acier étaient régulièrement raccourcis à la patte sur la cage, d'où la croyance (fausse) qu'ils s'allongeaient. Il y avait, à la mise en service, un certain allongement, mais la vraie raison était qu'en coupant le câble, on déplaçait le point de prise en charge et sur la cage et au treuil, ce qui, globalement, allongeait leur durée de vie. Le tronçon coupé était régulièrement soumis à analyse. Un autre allongement caractéristique advenait en toute fin de vie du câble. Le câble s'allongeait subitement et de beaucoup, (phénomène de striction), c'était le signe avant coureur de sa rupture imminente[5],[6].
2. La durée de vie d'un câble est grandement influencée par le rayon de courbure (et au treuil et sur la molette) d'où l'intérêt de construire ces éléments à grand diamètre.
3. Idéalement un câble d'extraction devrait être fabriqué à section décroissante. Sur la cage le câble ne supporte que le poids de la cage, au treuil il doit en plus supporter son propre poids. En pratique la fabrication d'un tel câble est impossible, on s'en rapproche en les construisant décroissant par tronçons.
4. Dans certains cas (mais rares) les câbles ont été remplacés par des chaînes[7].

## Le treuil
Les treuils sont  l'élément enrouleur d'une machine d'extraction. Ils ont été fabriqués de formes et dimensions variées. Leurs caractéristiques essentielles étaient déterminées principalement par le genre de câble à enrouler, la charge à soulever, la longueur du câble (profondeur du puits). 
Dans le cas du treuil pour  câbles ronds les spires sont côte à côte. Entre la molette et le treuil la direction du câble varie au fur et  à mesure de la rotation de la machine. Si cette variation est importante elle doit être corrigée par une molette d'alignement.
Dans le cas du treuil pour câbles plats, les câbles s'enroulaient toujours en bobines (spires superposées) la direction du câble reste constante mais c'est le rayon d'enroulement qui varie. Cette variation de rayon étant un avantage car elle compensait en tout ou en partie la variation de poids du câble qui descendait dans le puits. Dans une large mesure le couple restait constant quelle que soit la position des cages dans le puits.
Dans le cas de la poulie Koepe, il n'y a pas de treuil à proprement parler, car le câble ne s'y  enroule que partiellement (environ 0,75 tours).
Le câble rond est entraîné par adhérence dans la gorge de la poulie. Les dimensions et tolérances mécaniques, les matériaux de cette gorge sont adaptés au câble qui ne peut être graissé. Le système Koepe peut être mono ou multi-câbles.

Tambour unique.
Double tambour.
Poulie Koepe.
Système multicable.
Tambour conique.
Tambour spirale.

## Composition
Quel que soit le type, une machine d'extraction comportera au minimum trois éléments :
- un élément moteur ;
- un élément enrouleur ;
- un élément de levage (câbles).

À ces éléments de base sont le plus souvent adjoints des éléments : 
- de changement de vitesse (réducteur) ;
- de manœuvre ;
- de contrôle ;
- de sécurité ;
- d'indication;

Les trois éléments de base ont été décrits dans les sections précédentes, nous ne décrirons que les éléments supplémentaires.

### Réducteur
Le réducteur le plus employé est à engrenages taillés en chevrons. Ces engrenages peuvent transmettre des grandes puissances sans transmettre d'effort axial. Le rapport de réduction est de l'ordre de 1/10, toutefois le rapport de réduction exact est le rapport entre le nombre de dents des deux engrenages. Pour garantir une usure uniforme sur toutes les dents, ces deux nombres sont des nombres premiers, ou des nombres premiers entre eux pour que, pendant la rotation, chaque dent d'un engrenage soit en contact avec chacune des dents de l'autre engrenage.

### Manœuvre
L’élément de manœuvre principal est le levier de commande de la machine. Généralement il comporte trois positions qui correspondent à trois plages de vitesse de la machine. Ces trois plages de vitesses sont dans l’ordre (de la plus basse à la plus haute).
Manœuvres ; lorsque la cage transporte les ouvriers d’entretien et de visite des puits.
Personnel ; lorsque la cage transporte du personnel.
Matériel ; lorsque la cage transporte des matériaux.
Chacune de ces trois plages peut être modulée par:Dans le cas de la machine à vapeur, par le contrôleur.
Dans le cas de machines électriques par de l'appareillage électrotechnique et actuellement électronique.
Le machiniste a aussi à sa disposition:
1. Un frein de manœuvres, c’est le frein qu’il actionne en fonctionnement normal.
2. Un frein de secours, c’est le frein qu’il actionne en cas de problèmes, mais ce frein entre aussi en action automatiquement dans certaines conditions d’urgence.
3. Un inverseur de sens de marche du moteur pour la montée et descente des cages dans le puits.

Toutes ces commandes sont depuis longtemps assistées pour ne pas fatiguer inutilement le machiniste qui doit garder une attention soutenue tout au long de son poste de travail.

### Contrôle
Les éléments de contrôle sont intiment liés à la sécurité. Ils évitent que la machine ne fonctionne dans des conditions qui mettraient en danger sa fiabilité ou la sécurité de son fonctionnement. Ce sont par exemple les contrôles de température, de graissage, de vitesse, de freinage. Un freinage trop violent entraînerait une décélération de la cage, qui par inertie entraîne un surpoids et en dernier ressort des oscillations (verticales) de la cage.

### Sécurité
Les éléments de sécurité concernent la sécurité de la machine même mais aussi de tout le puits et du personnel qui y transite. 
Ce sont les systèmes qui évitent que la cage n’atteigne les molettes, que la machine dépasse une certaine vitesse, ou une limite de charge. Que la machine se mette en sécurité en cas de panne de courant ou par manque d’air comprimé (le frein de secours entre en action quand un minima de pression est atteint, ce système garantit le blocage de la machine dans tous les cas, (« break safe »).

### Indication
Les éléments d’indications sont de plusieurs types.
Outre la machine d’extraction même, le machiniste avait devant lui la colonne des profondeurs. Sur les flancs de cette colonne verticale coulissaient deux pointeurs blancs; les index. Ces deux pointeurs représentaient les cages. La colonne (fixe) portait des repères qui symbolisaient les étages dans le puits. En théorie, pour amener la cage à un étage donné, le machiniste amenait l’index devant le repère correspondant. En pratique la chose était plus complexe, mais suivant le type de machine, les machinistes avaient des astuces pour déposer la cage au bon endroit. Le plus connu étant un trait de couleur sur le câble et le tambour (ou la bobine). La colonne des profondeurs portait aussi des appareils de mesures électriques, courant et tension, de pression de vapeur ou d’air comprimé, d’huile de lubrification. Elle était aussi munie à sa partie haute, de deux sonnettes de timbre distinct qui avertissaient le machiniste, par leur signal sonore, de l'arrivée d'une cage en surface .
Notons que les ascenseurs domestiques ont un équivalent de la colonne des profondeurs, c'est l'affichage (destiné aux utilisateurs) de l'étage auquel l'ascenseur se trouve.
Le machiniste avait aussi à sa disposition l’enregistreur de vitesse (Karlik) ou des cordées (Rockel). Une cordée étant une translation complète des cages.
Ces deux appareils avaient une finalité identique; garder une trace du déplacement des cages dans le puits. Toutefois leur mode de fonctionnement était différent.
1. le Karlik enregistrait graphiquement la vitesse de la machine, la transmission pouvait se faire par courroie. Il était muni d'un double stylet de couleurs différentes, un stylet pour les cages chargée de personnel, un autre pour les cages chargées de matériel. Le Karlik était aussi généralement muni d'un détecteur de vitesse à mercure. Sous l'effet de la force centrifuge le mercure se creuse au centre et le flotteur descendait. Si une vitesse limite était atteinte une sécurité entrait en action.
2. Le Rockel était un enregistreur graphique des cordées. Il devait rester synchrone avec le mouvement des cages, la transmission entre le Rockel et la machine devait impérativement être à chaine, cardans ou engrenages (sans glissement possible)

Ces appareils sont maintenant remplacés par de l'électronique, mais ils existent toujours.

## Méthodes d'extraction particulières
Des méthodes d'extraction particulières existent ou ont existé. Elles sont particulières eu égard à une époque, à un lieu, une matière à extraire. Ces méthodes  spécifiques ont entraîné l'emploie de machines spécifiques, c'est la raison pour laquelle nous y consacrons quelques lignes.
1. Ce sont des machines qui sont restées soit au stade de prototype, soit très peu employées. Citons les appareils d'extraction oscillants, (l'équivalent des "warocquères" ou "fahrkunst") ou encore l'extraction pneumatique de Z. Blanchet.
2. Ce sont des machines qui ont été employées en des lieux isolés mais où il y avait un fleuve, la machine était entraînée par la force motrice du fleuve. Ou encore lorsque l'extraction bien que souterraine se faisait à flanc de montagne, extraction par norias.
3. De par la nature des produits extraits d'autres machines étaient (ou sont) employées (cas des produits liquides ou solubles).

## Puissance des machines d'extraction

### Considérations théoriques
La puissance d'une machine est sa capacité à produire un travail en un temps donné. Le travail est défini comme une force qui déplace son point d'application. La relation est P (puissance) = T (travail) / t (temps) et donc une machine qui soulève 10 kg de 15 m en 3 secondes produit un travail de 150 kgm et sa puissance est de 150/3 soit 50 kgm/s. Et vu qu'un cheval-vapeur équivaut à 75 kgm/s, la machine de notre exemple a une puissance de 2/3 de cheval. En abrégé on note généralement 0,66 ch ou 0,66 HP (horsepower) et en kW 0,66 x 736 = 0,490 kW.

### Puissance réelle
La puissance réelle d'une machine d'extraction est d'un tout autre ordre de grandeur que l'exemple théorique.
L'ordre de grandeur est celui d'une locomotive et les puissances des deux machines ont évolue de façon fort semblable au cours du temps.
Quelques exemples documentés :
- La machine d'extraction du charbonnage du Bois du Cazier (lors de l'accident en 1956) avait une puissance de 1 250 chevaux.
- En 1885 Haton de la Goupillière nous cite une machine à vapeur dont la puissance nominale était de 4 700 chevaux en service dans une mine de cuivre de Calumet et Hécla au lac Supérieur construite par Morris de Philadelphie[9].
- En 1962 Victor Vidal nous cite une machine à courant continu de 7 400 kW soit 10 050 ch (mine Mathias Stinne dans la Ruhr)[10].